# Ponta do Sol (Sao Tomé-et-Principe)
Pour les articles homonymes, voir Ponta do Sol.
Ponta do Sol est une localité de Sao Tomé-et-Principe située à l'ouest de l'île de Principe. C'est une ancienne roça.

## Population
Lors du recensement de 2012, 144 habitants y ont été dénombrés.

## Roça
Cette petite dépendance de la roça Sundy, dont la casa principal est orientée vers l'océan, s'est reconvertie dans le tourisme rural.